# Anatra alla pressa
L'anatra alla pressa o anatra pressata è un piatto tradizionale francese. Consiste in varie parti di un'anatra servita in una salsa composta del suo sangue e midollo osseo, che vengono estratti tramite un'apposita pressa.

## Storia
L'ideazione dell'anatra alla pressa è attribuita a un oste della città di Duclair. A partire dal XIX secolo, il piatto viene servito anche presso il rinomato ristorante parigino La Tour d'Argent, ove prende il nome di Caneton Tour d'Argent ("anatroccolo del Tour d'Argent"). Oggi l'anatra pressata è una specialità della città di Rouen.